# In doma
in doma è il secondo album di Debora Petrina, disco d'esordio in veste di cantautrice, pubblicato nel 2009 e autoprodotto.

Comprende 10 brani in italiano e inglese, tutti composti e arrangiati dall'artista.

Partecipano come ospiti Elliott Sharp, Emir Bijukic, Amy Kohn e Ascanio Celestini.
L'album è stato recensito da riviste come Blow Up, AllAboutJazz, Il Mucchio, Jam, Rockerilla, Rumore, Il Manifesto, Raro ed Emozioni e se ne sono occupati vari programmi radiofonici, come Battiti e Terzo anello su Rai Radio Tre, DEMO su RaiRadio1, dove Petrina si classifica al primo posto vincendo il DEMO award 2010, Prospettive musicali su Radio Popolare, RockFiles su Radio Life Gate, Radio Capodistria e Radio Città Futura.

Tre brani sono stati selezionati da David Byrne nella playlist di settembre e ottobre 2009 della sua web radio.
L'album ha ricevuto il premio rivelazione Indie-Pop 2009, assegnato da una giuria di under 25, nella edizione 2009 del MEI (festival delle etichette indipendenti).

## Tracce
1. Babel bee - 1.30
2. À ce soir - 3.47
3. She-shoe - 4.36
4. Fuori stagione - 5.52
5. SMS (Csókolózás lány) - 3.58
6. Notte usata - 4.14
7. Pool story - 6.15
8. Ghost track - 5.35
9. Asteróide 482 - 4.04
10. Sounds-like - 7.12